# 6. rujna
6. rujna (6. 9.) 249. je dan godine po gregorijanskom kalendaru (250. u prijestupnoj godini).
Do kraja godine ima još 116 dana.

## Događaji
- 1620. – Iz engleske luke Plymouth isplovio je brod Mayflower.
- 1885. – Istočna Rumelija proglasila ujedinjenje s Bugarskom.
- 1939. – Drugi svjetski rat: tragikomična bitka kod Barking Creeka.
- 1955. – U Turskoj je došlo do antigrčkih izgreda.
- 1957. – U Londonu je bez rezultata završio rad UN-ove komisije za razoružanje.
- 1958. – Tunis i Maroko pristupili su Arapskoj ligi.
- 1965. – Nakon ulaska indijskih postrojba u pakistanski glavni grad Lahore, konflikt zbog Kašmira prerastao je u Indijsko-pakistanski rat.
- 1966. –  U parlamentu u Capetownu žrtvom atentata postao je južnoafrički premijer Hendrik Frensch Verwoerd.

| - 1666. – Ivan V., ruski car († 1696.) - 1766. – John Dalton, engleski fizičar († 1884.) - 1808. – Abd el-Kader, marokanski emir († 1883.) - 1876. – John James Richard Macleod, škotski liječnik, nobelovac († 1935.) - 1884. – Aleksandar Bresztyenszky, hrvatski pravni pisac i političar († 1904.) - 1900. – Julien Green, francuski književnik američkog podrijetla († 1998.) - 1923. – Petar II. Karađorđević, posljednji jugoslavenski kralj († 1970.) - 1928. – Sid Watkins, britanski neurokirurg († 2012.) - 1934. – Charles Billich, hrvatski slikar - 1956. – Andrija Andabak, hrvatski vojnik († 1992.) - 1961. – Višnja Babić, hrvatska glumica - 1967. – Igor Štimac, hrvatski nogometaš i nogometni trener - 1975. – Patrick Fischer, švicarski hokejaš na ledu - 1985. – Matea Elezović, hrvatska glumica - 1997. – Daniel Dubois, britanski boksač | - 394. – Eugenije, rimski uzupator - 1930. – Zvonimir Miloš, hrvatski organizator otpora protiv fašizma - 1999. – Tamás Mendelényi, mađarski mačevalac (* 1936.) - 2007. – Luciano Pavarotti, jedan od najpoznatijih opernih pjevača svijeta - 2009. – Vanja Drach, poznati hrvatski glumac - 2009. – Nada Iveljić, hrvatska književnica - 2019. – Robert Mugabe, zimbabveanski državnik |

## Vanjske poveznice
|  | Zajednički poslužitelj ima još gradiva o temi 6. rujna |